# Povciîne, Novohrad-Volînskîi
Povciîne (în ucraineană Повчине) este localitatea de reședință a comunei Povciîne din raionul Novohrad-Volînskîi, regiunea Jîtomîr, Ucraina.

## Demografie
Componența lingvistică a localității Povciîne
     Ucraineană (98,03%)
     Rusă (1,81%)
     Alte limbi (0,16%)
Conform recensământului din 2001, majoritatea populației localității Povciîne era vorbitoare de ucraineană (98,03%), existând în minoritate și vorbitori de rusă (1,81%).